# Luigi Valenti Gonzaga
Luigi Valenti Gonzaga (Roveredo di Guà, 15 ottobre 1725 – Roma, 29 dicembre 1808) è stato un cardinale italiano.

## Biografia

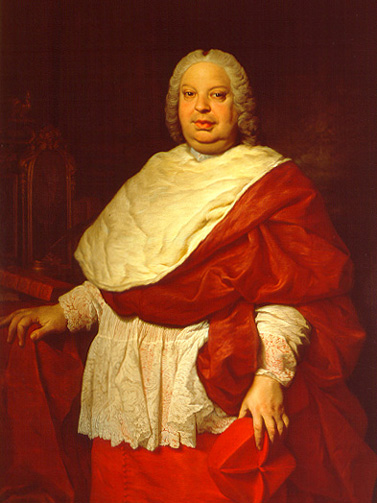
Il cardinale Silvio Valenti Gonzaga, zio di Luigi, il quale si occupò dell'avviamento del nipote agli studi ecclesiastici a Roma

Luigi Valenti Gonzaga nacque a Roveredo di Guà il 15 ottobre 1725, figlio di Odoardo Valenti Gonzaga, presidente del senato di Mantova, e di Francesca Castelbarco. Venne battezzato il giorno stesso della sua nascita. Egli era inoltre nipote del cardinale Silvio Valenti Gonzaga che si occupò direttamente della sua educazione e sarà egli stesso zio del cardinale Cesare Guerrieri Gonzaga.
Sotto la direzione dello zio cardinale, studiò all'Università La Sapienza di Roma ove ottenne il dottorato in utroque iure il 24 agosto 1751. Predisposto alla carriera ecclesiastica, entrò in servizio presso la Santa Sede e papa Benedetto XIV lo nominò subito suo cappellano privato soprannumerario e consultore della Sacra Congregazione dei Riti. Prelato della Sacra congregazione della Fabbrica di San Pietro, divenne poco dopo protonotario apostolico soprannumerario. Papa Clemente XIII lo nominò prelato della Sacra Congregazione per l'Immunità Ecclesiastica nonché referendario del Tribunale della Segnatura apostolica. Nel luglio del 1753 divenne presidente della Camera Apostolica e dal settembre del 1756 venne nominato abate commendatario dell'abbazia di San Tommaso d'Acquarella, unendo a questo beneficio quello di Santa Maria di Brera nell'ottobre del 1758. Chierico della Camera Apostolica dal settembre del 1759, ne divenne successivamente decano. Consultore della Sacra Congregazione dei Riti dal 1759, divenne relatore nella Sacra Congregazione per l'Immunità Religiosa. Venne quindi prescelto dal cardinale Alessandro Albani quale suo vicario per la diaconia della basilica di Santa Maria in Cosmedin di cui il prelato era titolare.
Ricevette quindi il suddiaconato il 17 giugno 1764, il diaconato il 24 giugno di quello stesso anno ed il 29 giugno venne ordinato sacerdote. Poco tempo dopo, il 9 luglio, venne elevato al rango di arcivescovo titolare della diocesi di Cesarea e venne consacrato il 25 luglio successivo nella Cappella Paolina del Palazzo del Quirinale a Roma per mano di papa Clemente XIII, assistito da Giovanni Ottavio Bufalini, arcivescovo titolare di Calcedonia, e da Giovanni Carlo Boschi, arcivescovo titolare di Atene. Nella medesima cerimonia venne consacrato anche Urbano Paracciani Rutili, arcivescovo di Fermo, futuro cardinale. Dopo la nomina episcopale venne nominato nunzio apostolico presso la Confederazione Elvetica e prese residenza stabile a Lucerna dal 27 luglio 1764. Il 10 agosto 1764 venne nominato assistente al soglio pontificio e dal 2 settembre 1773 passò alla nunziatura apostolica in Spagna.
Creato cardinale e riservato in pectore nel concistoro del 15 aprile 1776, venne pubblicato nel successivo concistoro svoltosi il 20 maggio. Con breve apostolico datato al 5 giugno 1776, il papa gli inviò la berretta cardinalizia a Madrid per mano di monsignor Cesare Guerrieri Gonzaga, suo nipote e futuro cardinale, che giunse a destinazione il 18 dicembre 1777. Il 30 marzo 1778 ottenne il titolo di Sant'Agnese fuori le mura e venne assegnato come membro nelle congregazioni del Sant'Uffizio, dei Vescovi e Regolari, del Concilio, della Propaganda Fide, delle Indulgenze e delle Reliquie, dell'Indice, delle Acque, della Correzione dei Libri della Chiesa Orientale. Protettore dei Canonici Regolari Laterani, ottenne la medesima carica per il monastero di Santa Marta, per il Collegio Germanico, per l'Arciconfraternita di Gesù e Maria, per le monache del Corpus Domini di Forlì e per Castel Madama.

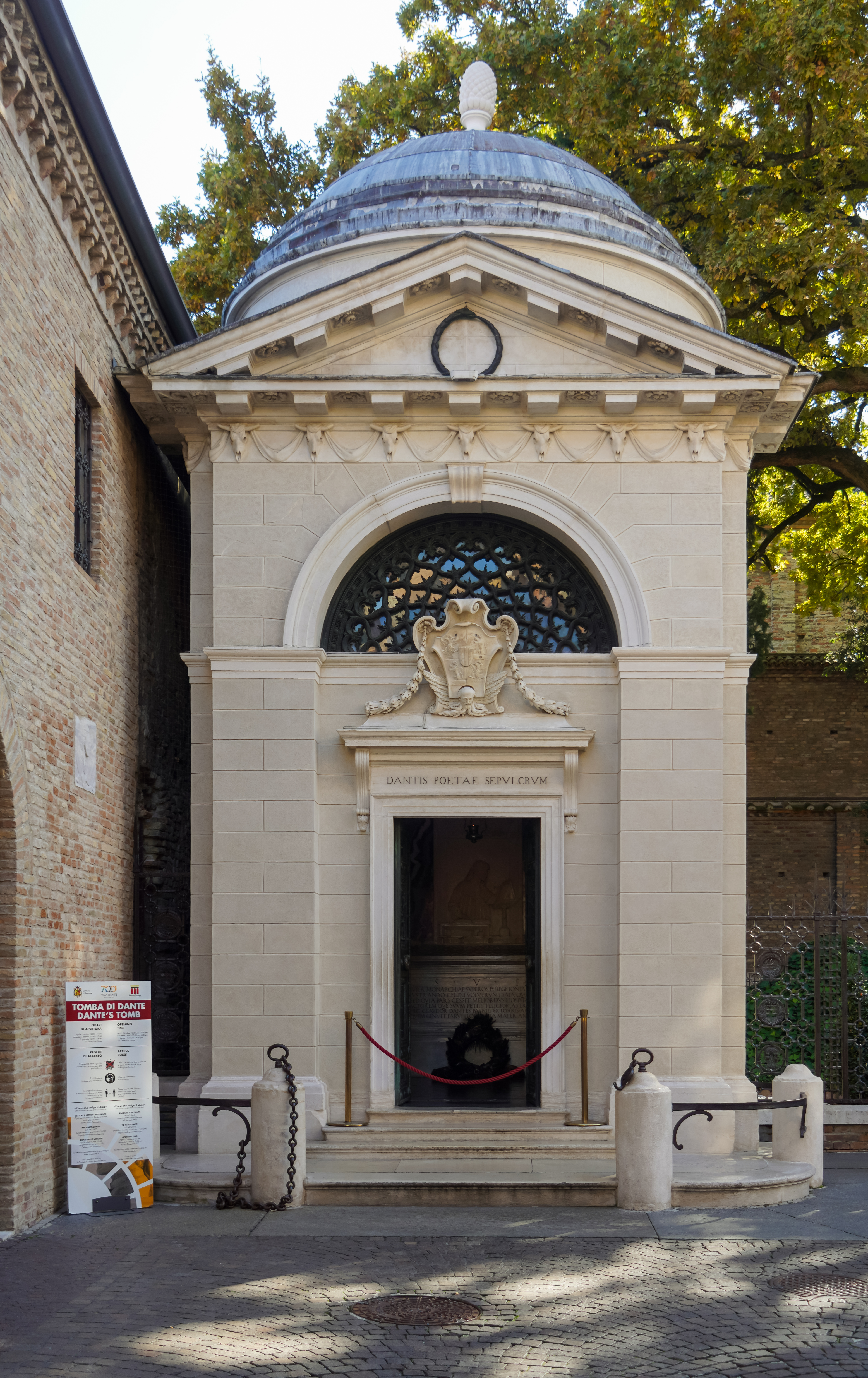
La tomba di Dante Alighieri a Ravenna, fatta restaurare dal Valenti Gonzaga durante il suo periodo come legato pontificio in Romagna

Legato pontificio in Romagna per un triennio dal 1º giugno 1778, venne assistito dall'avvocato Patuzzi, governatore di Ravenna, nella sua presa di possesso della legazione, entrando ufficialmente l'8 novembre 1778. Rinominato per un ulteriore triennio il 10 gennaio 1781, occupò la sede sino all'aprile del 1783, occupandosi in quest'epoca di far restaurare la tomba di Dante Alighieri a Ravenna. Prefetto dell'Economia della Sacra Congregazione di Propaganda Fide, succedette in questa carica al cardinale Antonio Eugenio Visconti nel 1788. Optò quindi per il titolo dei Santi Nereo e Achilleo dal 29 novembre 1790. Nominato prefetto della Sacra Congregazione per l'Immunità Ecclesiastica nel 1793 succedendo al cardinale Vitaliano Borromeo, occupò questo incarico sino al dicembre del 1800. Optò quindi per l'ordine dei cardinali-vescovi ed ottenne la sede suburbicaria di Albano dal 1º giugno 1795. Nel 1798, dopo l'occupazione di Roma ad opera delle forze rivoluzionarie francesi, rimase in città con altri dodici cardinali che dall'8 marzo furono imprigionati malgrado il fatto che sia il cardinale Valenti Gonzaga che il cardinale Rezzonico fossero gravemente ammalati. Dopo la morte di papa Pio VI, Luigi Valenti Gonzaga poté portarsi a Venezia per il conclave che li si svolse in via eccezionale e dal quale risultò eletto papa Pio VII. Nominato bibliotecario di Santa Romana Chiesa dal 12 gennaio 1802, rimase in carica sino alla sua morte. Optò quindi per la sede suburbicaria di Porto e Santa Rufina dal 3 agosto 1807. Suddecano del Sacro Collegio dei Cardinali, fu in questi ultimi suoi anni di vita patrono attivo delle lettere e della cultura, fondando seminari e scuole pubbliche.
Morì a Roma, nel palazzo del Collegio Teutonico, il 29 dicembre 1808, alle 6 di mattina. La sua salma venne esposta nell'oratorio del collegio per tre giorni, ove si svolsero in sue onore delle messe, così come si fece nella chiesa di Sant'Apollinare. La sera dell'ultimo giorno, il corpo del cardinale venne trasferito proprio nella chiesa di Sant'Apollinare dove si svolsero le esequie alla presenza di cardinali e prelati di curia: il funerale venne celebrato dal cardinale Alessandro Mattei, vescovo di Palestrina, che impartì alla salma l'assoluzione finale. Il corpo venne quindi sepolto nella cappella di San Luigi Gonzaga nella chiesa di Sant'Apollinare come da testamento del defunto cardinale, con una semplice lastra di marmo a copertura della sepoltura.

## Genealogia episcopale e successione apostolica
La genealogia episcopale è:
- Cardinale Scipione Rebiba
- Cardinale Giulio Antonio Santori
- Cardinale Girolamo Bernerio, O.P.
- Arcivescovo Galeazzo Sanvitale
- Cardinale Ludovico Ludovisi
- Cardinale Luigi Caetani
- Cardinale Ulderico Carpegna
- Cardinale Paluzzo Paluzzi Altieri degli Albertoni
- Papa Benedetto XIII
- Papa Benedetto XIV
- Papa Clemente XIII
- Cardinale Luigi Valenti Gonzaga

La successione apostolica è:
- Vescovo Antonio Rossi (1785)
- Vescovo Giovanni Martino Bernardoni Baccolo (1789)
- Arcivescovo Filippo Sardi (1789)
- Vescovo Giovanni Andrea Avogadro, S.I. (1790)
- Arcivescovo Francesco Paolo Perremuto, O.S.B. (1790)
- Vescovo Giovanni Pietro Galzigna (1790)
- Vescovo Omobono Offredi (1791)
- Vescovo Paolo Maggiolo (1791)
- Arcivescovo Ambrogio Mirelli, O.S.B. (1792)
- Arcivescovo Gennaro Maria Guevara Suardo, O.S.B. (1792)
- Vescovo Giovanni Arcamone, C.R. (1792)
- Vescovo Antonio Siciliani, C.R.L. (1792)
- Vescovo Carmine Fimiani (1792)
- Arcivescovo Silvestro Miccù, O.F.M.Obs. (1792)
- Arcivescovo Fortunato Pinto (1792)
- Arcivescovo Raffaele Mormile, C.R. (1792)
- Arcivescovo Vincenzo Maria Morelli, C.R. (1792)
- Vescovo Nicola Vecchi (1792)
- Vescovo Francesco Saverio Gualtieri (1792)
- Vescovo Antonio Cresi (1792)
- Vescovo Raffaele Pasca, O.S.B. (1792)
- Vescovo Donato de' Liguori (1792)
- Vescovo Bernardo Maria della Torre (1792)
- Vescovo Ludovico Ludovici, O.F.M.Obs. (1792)
- Vescovo Giovanni Antonio Sintich (1792)
- Vescovo Orazio Della Torre (1792)
- Cardinale Giovanni Filippo Gallarati Scotti (1793)
- Vescovo Carlo Rovelli, O.P. (1793)
- Vescovo Pasquale Petruccelli (1793)
- Cardinale Lorenzo Litta (1793)
- Vescovo Mihajlo Mate Spalatin (1794)
- Vescovo Carlo Belloni (1794)
- Vescovo Francesco Toli (1795)
- Arcivescovo Camillo Campanelli (1796)
- Vescovo Agostino Colaianni (1797)

## Ascendenza
|                                                             |                                                   |                                                       | Genitori                                                  |  |  | Nonni |  |  | Bisnonni                                           |  |  | Trisnonni                   |  |
|                                                             |                                                   |                                                       |                                                           |  |  |       |  |  | 8. Odoardo Valenti Gonzaga, I marchese di Montilio |  |  | 16. Ottavio Valenti Gonzaga |  |
|                                                             |                                                   |                                                       |                                                           |  |  |       |  |  | 8. Odoardo Valenti Gonzaga, I marchese di Montilio |  |  | 16. Ottavio Valenti Gonzaga |  |
|                                                             |                                                   | 17. Elisabetta Gonzaga                                |                                                           |  |  |       |  |  | 8. Odoardo Valenti Gonzaga, I marchese di Montilio |  |  |                             |  |
| 4. Carlo Francesco Valenti Gonzaga, II marchese di Montilio |                                                   |                                                       |                                                           |  |  |       |  |  | 8. Odoardo Valenti Gonzaga, I marchese di Montilio |  |  |                             |  |
|                                                             |                                                   | 9. Laura Castelbarco                                  | 18. Scipione Castelbarco, VI barone di Gresta             |  |  |       |  |  |                                                    |  |  |                             |  |
|                                                             |                                                   | 9. Laura Castelbarco                                  | 18. Scipione Castelbarco, VI barone di Gresta             |  |  |       |  |  |                                                    |  |  |                             |  |
|                                                             |                                                   | 9. Laura Castelbarco                                  | 19. Laura Galvagni                                        |  |  |       |  |  |                                                    |  |  |                             |  |
| 2. Odoardo Valenti Gonzaga, III marchese di Montilio        |                                                   | 9. Laura Castelbarco                                  |                                                           |  |  |       |  |  |                                                    |  |  |                             |  |
|                                                             |                                                   | 10. Silvio Andreasi, I marchese di Rolo               | 20. Vincenzo Andreasi, II conte di Roddi                  |  |  |       |  |  |                                                    |  |  |                             |  |
|                                                             |                                                   | 10. Silvio Andreasi, I marchese di Rolo               | 20. Vincenzo Andreasi, II conte di Roddi                  |  |  |       |  |  |                                                    |  |  |                             |  |
|                                                             |                                                   | 10. Silvio Andreasi, I marchese di Rolo               | 21. Barbara Folengo                                       |  |  |       |  |  |                                                    |  |  |                             |  |
| 5. Barbara Andreasi, II marchesa di Rolo                    |                                                   | 10. Silvio Andreasi, I marchese di Rolo               |                                                           |  |  |       |  |  |                                                    |  |  |                             |  |
|                                                             |                                                   | 11. Camilla Emili                                     | …                                                         |  |  |       |  |  |                                                    |  |  |                             |  |
|                                                             |                                                   | 11. Camilla Emili                                     | …                                                         |  |  |       |  |  |                                                    |  |  |                             |  |
|                                                             |                                                   | 11. Camilla Emili                                     | …                                                         |  |  |       |  |  |                                                    |  |  |                             |  |
| 1. Luigi Valenti Gonzaga                                    |                                                   | 11. Camilla Emili                                     |                                                           |  |  |       |  |  |                                                    |  |  |                             |  |
|                                                             | 12. Francesco Castelbarco, I conte di Castelbarco | 24. Scipione Castelbarco, VI barone di Gresta (= 18.) |                                                           |  |  |       |  |  |                                                    |  |  |                             |  |
|                                                             | 12. Francesco Castelbarco, I conte di Castelbarco | 24. Scipione Castelbarco, VI barone di Gresta (= 18.) |                                                           |  |  |       |  |  |                                                    |  |  |                             |  |
|                                                             | 12. Francesco Castelbarco, I conte di Castelbarco | 25. Laura Galvagni (= 19.)                            |                                                           |  |  |       |  |  |                                                    |  |  |                             |  |
| 6. Giovanni Battista Castelbarco, II conte di Castelbarco   | 12. Francesco Castelbarco, I conte di Castelbarco |                                                       |                                                           |  |  |       |  |  |                                                    |  |  |                             |  |
|                                                             |                                                   | 13. Claudia Dorotea Emerenziana von Lodron            | 26. Cristoforo von Lodron                                 |  |  |       |  |  |                                                    |  |  |                             |  |
|                                                             |                                                   | 13. Claudia Dorotea Emerenziana von Lodron            | 26. Cristoforo von Lodron                                 |  |  |       |  |  |                                                    |  |  |                             |  |
|                                                             |                                                   | 13. Claudia Dorotea Emerenziana von Lodron            | 27. Katharina zu Spaur und Flavon                         |  |  |       |  |  |                                                    |  |  |                             |  |
| 3. Francesca Castelbarco                                    |                                                   | 13. Claudia Dorotea Emerenziana von Lodron            |                                                           |  |  |       |  |  |                                                    |  |  |                             |  |
|                                                             |                                                   | 14. Lotario Rangoni                                   | 28. Ercole Rangoni, conte di Castelvetro e di Borgofranco |  |  |       |  |  |                                                    |  |  |                             |  |
|                                                             |                                                   | 14. Lotario Rangoni                                   | 28. Ercole Rangoni, conte di Castelvetro e di Borgofranco |  |  |       |  |  |                                                    |  |  |                             |  |
|                                                             |                                                   | 14. Lotario Rangoni                                   | 29. Chiara Conti                                          |  |  |       |  |  |                                                    |  |  |                             |  |
| 7. Chiara Rangoni                                           |                                                   | 14. Lotario Rangoni                                   |                                                           |  |  |       |  |  |                                                    |  |  |                             |  |
|                                                             |                                                   | 15. Lucrezia di Sanbonifacio                          | …                                                         |  |  |       |  |  |                                                    |  |  |                             |  |
|                                                             |                                                   | 15. Lucrezia di Sanbonifacio                          | …                                                         |  |  |       |  |  |                                                    |  |  |                             |  |
|                                                             |                                                   | 15. Lucrezia di Sanbonifacio                          | …                                                         |  |  |       |  |  |                                                    |  |  |                             |  |
|                                                             |                                                   | 15. Lucrezia di Sanbonifacio                          |                                                           |  |  |       |  |  |                                                    |  |  |                             |  |

## Stemma
| Immagine | Blasonatura |
| -------- | --- |
| \| \|    | Cardinale Stemma della famiglia Valenti Gonzaga. Lo scudo, accollato a una croce astile patriarcale d'oro, posta in palo, è timbrato da un cappello con cordoni e nappe di rosso. Le nappe, in numero di trenta, sono disposte quindici per parte, in cinque ordini di 1, 2, 3, 4, 5 |
|          | |